# Théophile Chauvel

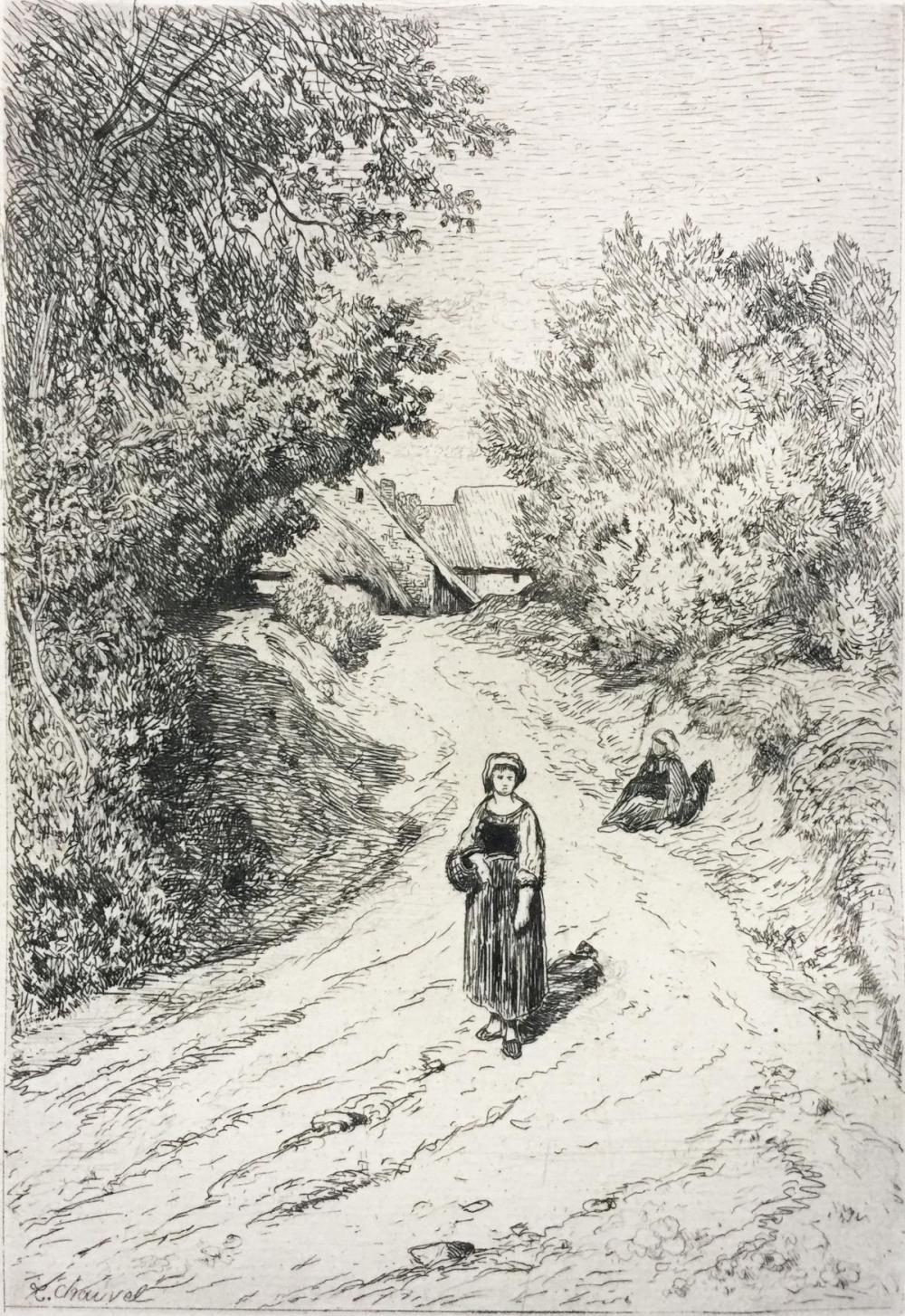
Théophile Chauvel: Ein Feldweg

Théophile-Narcisse Chauvel (* 2. April 1831 in Paris; † 27. Dezember 1909 ebenda) war ein französischer Maler, Radierer, Lithograf und Fotograf.

## Leben
Théophile Chauvel war Schüler von François-Édouard Picot (1786–1868) und Jean-Joseph Bellel (1816–1898). Er trat am 4. März 1854 in die École des beaux-arts de Paris ein. Im selben Jahr erhielt er den zweiten Prix de Rome für eine historische Landschaft. 
Chauvel debütierte 1855 im Salon des artistes français mit einer Landschaft Souvenir du parc de Neuilly. Er malte und stellte bis 1859 aus. Danach hörte er auf zu malen und widmete sich der Grafik: der Kaltnadel, der Lithographie und der Radierung.
Neben den Grafiken nach eigenen Vorlagen fertigte er Reproduktionen von Werken von Meistern der Schule von Barbizon, wo er Jules Dupré und Jean-Baptiste Camille Corot kennenlernte. Zwischen 1862 und 1865 war er Mitglied der Société des aquafortistes, später der Société des aquafortistes français. 
Später nach 1867 kehrte er zur Malerei mit Landschaften der Île-de-France, des Waldes von Fontainebleau und der Normandie zurück. 
Ab 1874 arbeitete er für die Zeitschrift L’Art, deren Direktor er in den 1890er Jahren wurde und in der er seine Drucke nach Théodore Rousseau, Jules Dupré, Narcisso Virgilio Díaz de la Peña oder Charles-François Daubigny veröffentlichte. 
Chauvel war 1870, 1873 und 1878 Medaillengewinner des Salons. Er erhielt die Ehrenmedaille des Salon des artistes français, die erstmals 1881 in der Gravierabteilung verliehen wurde. Er wurde 1889 und 1900 mit dem Grand Prix du Salon ausgezeichnet.
Er wurde 1879 zum Ritter und 1892 zum Offizier der Ehrenlegion ernannt.